# Trận chiến Nuremberg (Giải vô địch bóng đá thế giới 2006)

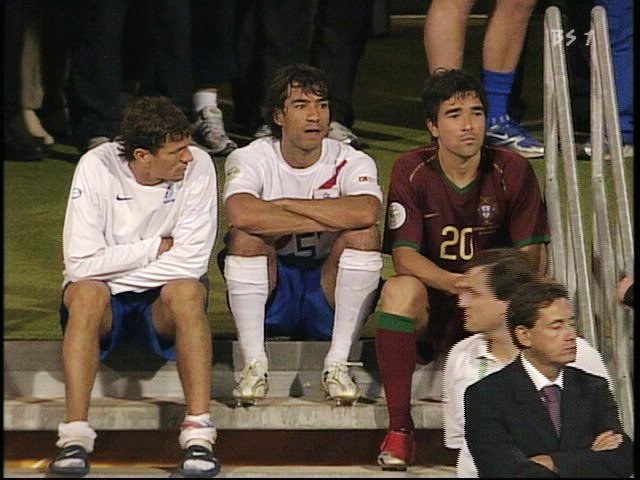
Tiền vệ Deco (ngoài cùng bên phài, Bồ Đào Nha) và hậu vệ Bronckhorst (ở giữa, Hà Lan) ngồi thẫn thờ bên ngoài sân sau khi bị truất quyền thi đấu. Bức ảnh này đã trờ thành một biểu tượng cho trận cầu điên rồ ngày hôm đó.

 Bồ Đào Nha vs Hà Lan trong khuôn khổ vòng 16 đội FIFA World Cup 2006 hay còn được biết đến với cái tên Trận chiến tại Nuremberg (tiếng Anh: Battle of Nuremberg; tiếng Bồ Đào Nha: Batalha de Nuremberga, tiếng Hà Lan: Slag van Neurenberg), còn có biệt danh là được gọi là Cuộc thảm chiến tại Nuremberg là biệt danh của một trận bóng đá ở vòng 16 đội World Cup 2006 giữa Bồ Đào Nha và Hà Lan tại sân vận động Frankenstadion ở Nieders vào ngày 25 tháng 6 năm 2006. Trọng tài người Nga Valentin Ivanov đã tạo ra một kỷ lục vô tiền khoáng hậu tại các giải vô địch bóng đá thế giới khi rút ra bốn thẻ đỏ và 16 thẻ vàng, thiết lập kỷ lục mới cho trận đấu có số thẻ phạt cao nhất tại tất cả các giải đấu thuộc hệ thống FIFA.